# Elena Mamedova
Elena El'činovna Mamedova (in russo Елена Эльчиновна Мамедова?; traslitterazione anglosassone: Elena o talvolta Yelena Elchinovna Mamedova; 6 giugno 1994) è una bobbista ed ex velocista russa, campionessa europea nel bob a due a Sigulda 2020.

## Biografia
Ha praticato l'atletica leggera nelle discipline veloci a livello nazionale, avendo partecipato ai campionati russi under 23 disputatisi nel 2015 a Saransk, dove si piazzò al sesto posto finale nella staffetta 4x100 m.
Compete nel bob dal 2016 nel ruolo di frenatrice per la squadra nazionale russa, debuttando in Coppa Nordamericana a novembre di quell'anno. Si distinse nelle categorie giovanili vincendo una medaglia d'oro ai mondiali juniores, ottenuta nell'edizione di Winterberg 2020 in coppia con Ljubov' Černych; nella rassegna di Winterberg 2017 colse invece la medaglia di bronzo nella speciale classifica riservata alle atlete under 23. Agli europei juniores vinse infine l'oro nel bob a due a Innsbruck 2020 sempre con Ljubov' Černych.

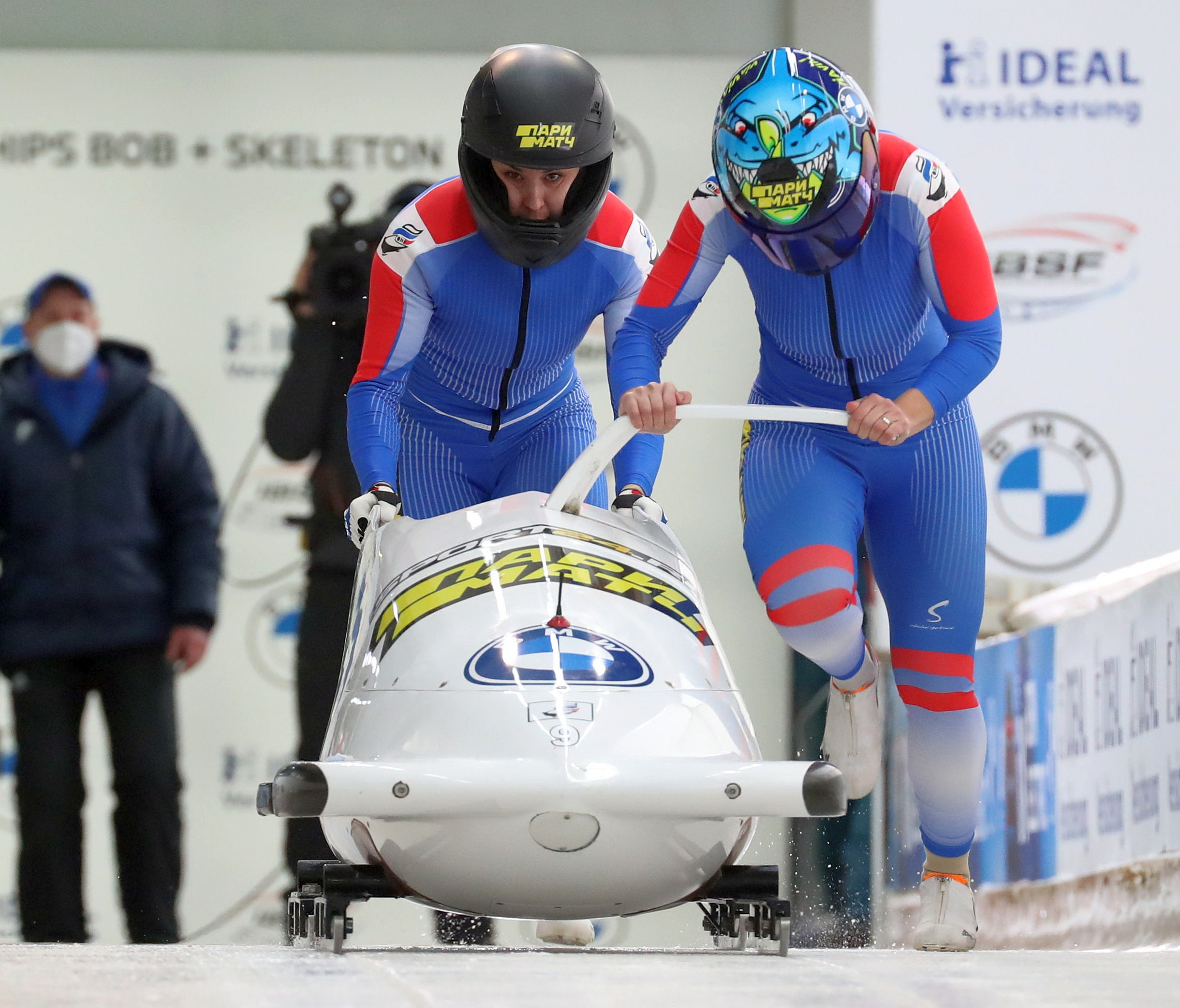
Elena Mamedova (dietro) con Ljubov' Černych in gara ai campionati mondiali di Altenberg 2021

Esordì in Coppa del Mondo il 18 marzo 2017 a Pyeongchang, tappa finale della stagione 2016/17, dove si piazzò tredicesima nel bob a due in coppia con Aleksandra Rodionova; colse il suo primo podio, nonché la sua prima vittoria, il 14 febbraio 2020 a Sigulda, ultima gara dell'annata 2019/20, imponendosi nel bob a due con Nadežda Sergeeva.
Prese parte a due edizioni dei campionati mondiali; nel dettaglio i suoi risultati nelle prove iridate sono stati, nel bob a due: sesta ad Altenberg 2020 e diciottesima ad Altenberg 2021.
Nelle rassegne continentali ha invece vinto la medaglia d'oro nella disciplina biposto a Sigulda 2020 in coppia con Nadežda Sergeeva.

## Palmarès

### Europei
- 1 medaglia:
  - 1 oro (bob a due a Sigulda 2020).

### Mondiali juniores
- 1 medaglia:
  - 1 oro (bob a due a Winterberg 2020).

### Europei juniores
- 1 medaglia:
  - 1 oro (bob a due a Innsbruck 2020).

### Mondiali juniores under 23
- 1 medaglia:
  - 1 bronzo (bob a due a Winterberg 2017).

### Coppa del Mondo
- 1 podio (nel bob a due):
  - 1 vittoria;

#### Coppa del Mondo - vittorie
| Data             | Luogo   | Paese    | Disciplina                 |
| ---------------- | ------- | -------- | -------------------------- |
| 14 febbraio 2020 | Sigulda | Lettonia | a due con Nadežda Sergeeva |

### Coppa Europa
- 1 podio (nel bob a due):
  - 1 secondo posto.